# Иксил (народ)
Иксили су народ Маја који су староседеоци у Гватемали. Иксил живе у три општине у планинама Кухуматанес у северном делу департмана Ел Куиче. Ове општине, познате и као Иксил троугао, су Санта Марија Небај, Сан Гаспар Кахул и Сан Хуан Котзал.
Почетком 1980-их, заједница Иксил била је један од главних циљева акције геноцида, укључујући систематско силовање, присилно расељавање и глад током гватемалског грађанског рата. У мају 2013. године Ефраин Риос Монт проглашен је кривим од стране суда у Гватемали јер је наредио смрт 1.771 Иксил људи. Председавајући судија Јазмин Бариос изјавио је да „су се Иксили сматрали јавним државним непријатељима, а такође су били жртве расизма, јер су се сматрали инфериорном расом“. Према Комисији за истину Уједињених нација из 1999. године, између 70% и 90% села Иксил је сравњено, а 60% становништва у региону алтиплано било је приморано да бежи у планине између 1982. и 1983. До 1996. процењено је да је убијено око 7000 Маја Иксил. Насиље је посебно појачан током периода 1979–1985, јер су узастопне гватемалске администрације и војска водиле неселективну политику спаљене земље (на шпанском: tierra arrasada).
2013. године генерал Ефраин Риос Монт, који је био председник Гватемале од 1982. до 1983. године, проглашен је кривим за геноцид над народом Иксил.